# Fernando Jorge Enríquez
Fernando Dayán Jorge Enríquez (Cienfuegos, 3 de diciembre de 1998) es un deportista cubano que compite en piragüismo en la modalidad de aguas tranquilas.
Participó en dos Juegos Olímpicos de Verano en los años 2016 y 2020, obteniendo una medalla de oro en Tokio 2020 en la prueba de C2 1000 m (junto con Serguey Torres Madrigal). En los Juegos Panamericanos de 2019 consiguió dos medallas.
Ganó seis medallas en el Campeonato Mundial de Piragüismo entre los años 2017 y 2021.

## Palmarés internacional
| Juegos Olímpicos     | Juegos Olímpicos            | Juegos Olímpicos  | Juegos Olímpicos |
| Año                  | Lugar                       | Medalla           | Competición      |
| -------------------- | --------------------------- | ----------------- | ---------------- |
| 2020                 | Tokio (Japón)               | Medalla de oro    | C2 1000 m        |
| Campeonato Mundial   |                             |                   |                  |
| Año                  | Lugar                       | Medalla           | Competición      |
| 2017                 | Račice (República Checa)    | Medalla de plata  | C2 1000 m        |
| 2018                 | Montemor-o-Velho (Portugal) | Medalla de plata  | C1 5000 m        |
| 2018                 | Montemor-o-Velho (Portugal) | Medalla de plata  | C2 1000 m        |
| 2019                 | Szeged (Hungría)            | Medalla de plata  | C2 1000 m        |
| 2019                 | Szeged (Hungría)            | Medalla de bronce | C1 5000 m        |
| 2021                 | Copenhague (Dinamarca)      | Medalla de bronce | C2 1000 m        |
| Juegos Panamericanos |                             |                   |                  |
| Año                  | Lugar                       | Medalla           | Competición      |
| 2019                 | Lima (Perú)                 | Medalla de oro    | C2 1000 m        |
| 2019                 | Lima (Perú)                 | Medalla de plata  | C1 1000 m        |